# From the Vault: Relics

Il logo del set

From the Vault: Relics è un set speciale del gioco di carte collezionabili Magic: l'Adunanza edito da Wizards of the Coast. In vendita in tutto il mondo dal 27 agosto 2010 ma solo in lingua inglese.

## Caratteristiche
(Arcum Dagsson, macchinista di Soldevi)
Relics è un cofanetto contenente una selezione di quindici carte di tipo Artefatto. Tutte le carte sono a bordo nero, e sono state stampate con un metodo di stampa olografica speciale, che non viene utilizzato nei normali set del gioco. Nove carte inoltre presentano una nuova illustrazione creata apposta per l'occasione.
Il simbolo dell'espansione è un globo su un piedistallo, e si presenta con il colore usato abitualmente nei set di espansione tradizionali per indicare le carte rare mitiche: il bronzo.
Una di queste carte, la Spada di Corpo e Mente, sarebbe dovuta essere pubblicata per la prima volta nell'espansione Cicatrici di Mirrodin, la cui uscita è avvenuta il 1º ottobre 2010, quindi è stata resa disponibile per i giocatori in anteprima, un evento che accade raramente.
Quattro di queste carte (Karn, Golem d'Argento, Masticora, Vaso della Memoria e Mox di Diamante) sono state ristampate pur facendo parte della Reserved List in quanto versioni "Premium" della carta (che prima del 2011 erano escluse dal divieto di ristampa imposto dalla Reserved List).

## Lista delle carte
(Braids, evocatore di demenza)
1. Fiala Eterea (nuova illustrazione, dall'espansione Darksteel)
2. Morsa Maledetta (nuova illustrazione, presente in tutti i set base fino alla Quarta Edizione compresa)
3. Scettro Isocrono (nuova illustrazione, dall'espansione Mirrodin)
4. Torre d'Avorio (nuova illustrazione, presente nell'espansione Antiquities e nei set base Revised Edition e Quarta Edizione)
5. Cappello del Giullare (presente nell'espansione Era Glaciale e nei set base Quinta Edizione e Nona Edizione)
6. Karn, Golem d'Argento (dall'espansione Saga di Urza)
7. Masticora (nuova illustrazione, dall'espansione Destino di Urza)
8. Vaso della Memoria (dall'espansione Eredità di Urza)
9. Mirari (dalle espansioni Odissea e Spirale Temporale)
10. Mox di Diamante (nuova illustrazione, dall'espansione Fortezza)
11. Disco di Nevinyrral (nuova illustrazione, presente in tutti i set base fino alla Quinta Edizione compresa)
12. Anello Solare (nuova illustrazione, presente in tutti i set base fino alla Revised Edition compresa)
13. Titano Frantumatore (dall'espansione Darksteel)
14. Spada di Corpo e Mente (sarà presente nell'espansione Cicatrici di Mirrodin)
15. Globo di Zur (nuova illustrazione, dall'espansione Era Glaciale)